# The Don Killuminati: The 7 Day Theory
The Don Killuminati: The 7 Day Theory (comumente referido como Makaveli ou apenas The 7 Day Theory) é o quinto álbum de estúdio do rapper norte-americano Tupac Shakur, seu primeiro álbum póstumo e último lançado com sua contribuição criativa. Gravado entre julho e agosto de 1996, foi lançado em 5 de novembro de 1996, quase dois meses após sua morte, sob o nome artístico Makaveli, através da Death Row Records, Makaveli Records (subsidiária da Death Row) e Interscope Records.
Foi o seu único álbum lançado sob seu nome artístico alternativo e contém colaborações com seu grupo de rap Outlawz e com o rapper Bad Azz, bem como participações dos cantores de R&B Aaron Hall, Danny Boy, K-Ci & JoJo, Val Young e Tyrone Wrice, além de contribuições vocais não creditadas do músico de reggae Prince Ital Joe. Originalmente planejado para ser lançado como uma mixtape em 1997 e precedido pelo lançamento de "Toss It Up" como carro-chefe, o álbum estreou no topo da Billboard 200 e da Top R&B/Hip-Hop Albums, vendendo 664.000 cópias em sua primeira semana.
Em 1999, recebeu o certificado de platina quádrupla da Recording Industry Association of America (RIAA). "To Live & Die in L.A." e "Hail Mary" foram posteriormente lançadas como singles e ambas foram elogiadas como principais destaques do álbum. Nenhum de seus singles entraram na Billboard Hot 100, mas todos alcançaram o top vinte da tabela de singles britânica. O álbum recebeu aclamação da crítica, com elogios à emoção demonstrada por Shakur. Foi classificado pelos críticos musicas como um dos melhores álbuns de hip-hop, bem como um dos melhores álbuns de todos os tempos.

## Gravação
Killuminati: The 7 Day Theory foi completamente concluído em sete dias durante a primeira semana de agosto de 1996. Estas são algumas das últimas músicas que Shakur gravou antes de ser baleado em 7 de setembro de 1996. O título preliminar do álbum era "The 3 Day Theory" e originalmente consistia em cerca de 14 faixas. Em uma entrevista de 2014, E.D.I. Mean, do grupo Outlawz, e Ronald "Riskie" Brent revelaram que o nome oficial do álbum foi escolhido na pressa de lançá-lo após a morte de Tupac. Shakur queria que o álbum se chamasse Killuminati: The 7 Day Theory, com Makaveli the Don como nome artístico. No entanto, o álbum passou por inúmeras mudanças. As notas do encarte em 14 de agosto mostram a lista de faixas usada no álbum final, bem como uma mudança de nome. George "Papa G" Pryce, ex-chefe de publicidade da Death Row, afirmou que o "Makaveli que fizemos foi uma espécie de brincadeira, e não estava pronto para ser lançado, [mas] depois que Tupac foi assassinado, foi lançado... Antes disso, seria uma espécie de [lançamento] underground".
Muitos dos produtores habituais de Shakur, principalmente Johnny "J", não estavam envolvidos no projeto. O único produtor com quem Shakur havia trabalhado antes deste álbum era QD3, filho de Quincy Jones e meio-irmão de Kidada Jones, namorada de Shakur. Shakur também coproduziu quatro faixas do álbum. Os outros dois produtores eram Hurt-M-Badd e Darryl "Big D" Harper. E.D.I. Mean, do Outlawz, relembra: "Na época, Hurt-M-Badd, que era apenas um produtor promissor na Death Row, e Darryl Harper, que era um produtor de R&B — Suge o colocou para trabalhar em todos os projetos de R&B — eles tinham uma sala verde no Can-Am [Studios] que todo mundo na Death Row chamava de 'sala maluca' porque diziam: 'Não sai nada além de merda maluca de lá'. Mas um dia estávamos no estúdio tentando fazer música — nenhum de nós é produtor — e vimos os dois caras na 'sala maluca' e o Pac tipo: 'Vão pegar esses caras'. Então os caras vão lá e trazem, o Pac só bota os caras pra trabalhar tipo: 'Preciso de uma batida aqui, preciso que vocês façam isso, façam aquilo'." E esses são caras com quem ninguém na Death Row se metia. Eles mesmos vão te contar.
O álbum foi gravado no Can-Am Studios em Tarzana durante julho e agosto de 1996. Durante essas semanas, 21 músicas foram finalizadas, com 12 delas entrando para a lista final de faixas. As participações especiais do álbum também foram drasticamente reduzidas, já que o álbum não contou com a lista de convidados repleta de estrelas que All Eyez on Me teve. A maioria dos versos dos convidados foi feita pelo grupo de rap Outlawz de Shakur. O único verso que não era de um dos Outlawz era de Bad Azz, membro da LBC Crew, enquanto o álbum também conta com vocais do cantor de R&B da Death Row, Danny Boy, Aaron Hall, Val Young e da dupla K-Ci & JoJo. Creditado como Tyrone Wrice, Hurt-M-Badd, rapper, cantor e produtor principal do álbum, forneceu os vocais para o refrão de "Hold Ya Head". Young Noble, do Outlawz, relembrou: "Tínhamos começado a compor e estava demorando muito. O 'Pac' ficou tipo, 'Quem tem alguma coisa? Bad Azz, você tem alguma coisa?' e a música se encaixou perfeitamente, então era para o Bad Azz estar naquela música. Já tínhamos tocado em um milhão de músicas do 'Pac'. Essa era a maneira dele nos motivar, tipo, 'Se vocês não estão prontos, então não fazem a música'".

## Lista de faixas
| The Don Killuminati: The 7 Day Theory – Edição padrão |                                                                |                                                                                    |                                            |         |  |
| N.º                                                   | Título                                                         | Compositor(es)                                                                     | Produtor(es)                               | Duração |  |
| 1.                                                    | "Bomb First (My Second Reply)" (part. de E.D.I. e Young Noble) | Tupac Shakur Malcolm Greenridge Rufus Cooper III                                   | Darryl "Big D" Harper                      | 4:57    |  |
| 2.                                                    | "Hail Mary" (part. de Outlawz)                                 | Shakur Cooper III Katari Cox Yafeu Fula Tyrone Wrice Joe Paquette Bruce Washington | Hurt-M-Badd                                | 5:10    |  |
| 3.                                                    | "Toss It Up" (part. de Aaron Hall, K-Ci & JoJo e Danny Boy)    | Shakur Hall Daniel Steward Cedric Hailey Joel Hailey                               | Demetrius Ship Reggie Moore                | 5:06    |  |
| 4.                                                    | "To Live & Die in L.A." (part. de Val Young)                   | Shakur Valaria Young                                                               | QDIII                                      | 4:33    |  |
| 5.                                                    | "Blasphemy"                                                    | Shakur                                                                             | Hurt-M-Badd                                | 4:38    |  |
| 6.                                                    | "Life of an Outlaw" (part. de Outlawz)                         | Shakur Greenridge Cox Cooper III Mutah Beale                                       | Makaveli Darryl "Big D" Harper             | 4:56    |  |
| 7.                                                    | "Just Like Daddy" (part. de Outlawz)                           | Shakur Fula Greenidge Cooper III                                                   | Hurt-M-Badd                                | 5:07    |  |
| 8.                                                    | "Krazy" (part. de Bad Azz)                                     | Shakur Harper Jamarr Stamps                                                        | Darryl "Big D" Harper                      | 5:16    |  |
| 9.                                                    | "White Man'z World"                                            | Shakur Harper                                                                      | Darryl "Big D" Harper                      | 5:38    |  |
| 10.                                                   | "Me and My Girlfriend"                                         | Shakur                                                                             | Makaveli Darryl "Big D" Harper Hurt-M-Badd | 5:08    |  |
| 11.                                                   | "Hold Ya Head" (part. de Hurt-M-Badd)                          | Shakur Wrice                                                                       | Hurt-M-Badd                                | 3:59    |  |
| 12.                                                   | "Against All Odds"                                             | Shakur Wrice                                                                       | Hurt-M-Badd Makaveli                       | 4:37    |  |
| Duração total:                                        | Duração total:                                                 | Duração total:                                                                     | Duração total:                             | 59:05   |  |

### Faixas não utilizadas
- "Lost Souls" – lançada posteriormente na trilha sonora de Gang Related (1997)
- "Friendz" – lançada posteriormente na coletânea Too Gangsta for Radio (2000), da Death Row, e em Until the End of Time (2001)
- "When Thug'z Cry", "Niggaz Nature" e "Let 'Em Have It" – lançadas posteriormente em Until the End of Time (2001)
- "Watch Ya Mouth" – não lançada oficialmente, mas vazada online
- "Black Jesuz", "Killuminati" e "The Good Die Young" – lançadas posteriormente em Still I Rise (1999)
- "Street Fame" – lançada posteriormente em Better Dayz (2002)
- "Pac's Life" – lançada posteriormente em Pac's Life (2006)

## Parada musical
| Paradas (1996)              | Melhor Posição |
| --------------------------- | -------------- |
| Australian Albums Chart     | 37             |
| Deutsche Alternative Charts | 5              |
| Dutch Albums Chart          | 61             |
| New Zealand Albums Chart    | 17             |
| Swedish Albums Chart        | 28             |
| UK Albums Chart             | 53             |
| US Billboard 200            | 1              |
| US Top R&B/Hip Hop Albums   | 1              |

| Precedido por Anthology 3 por The Beatles | Billboard 200 Álbuns número um de 1996 (EUA) 23 de Novembro–30 de Novembro de 1996 | Sucedido por Tha Doggfather por Snoop Doggy Dogg |